# La collita (pel·lícula)
La collita (títol original en anglès: The Harvest) és una pel·lícula estatunidenca dirigida per David Marconi, estrenada l'any 1993. Ha estat doblada al català.

## Argument
El guionista Charlie Pope (Miguel Ferrer) és enviat a Mèxic amb la finalitat de treballar en la revisió de l'script d'un film. Allà el sedueix Natalie (Leilani Sarelle), una ballarina que porta Pope a la platja. Aquest és drogat i un grup de matons el deixa inconscient; sense que se n'adoni, li prenen un dels seus ronyons. Amb l'ajuda d'una dona de la qual ignora les motivacions, intentarà investigar aquest tràfic d'òrgans.

## Repartiment
- Miguel Ferrer: Charlie Pope
- Leilani Sarelle: Natalie Caldwell
- Henry Silva: detectiu Topo
- Anthony Denison: Noel Guzmann
- Tim Thomerson: Steve Mobley
- Harvey Fierstein: Bob Lakin